# São Pedro (São Tomé)
São Pedro (auch: Dorso São Pedro dt. „Rücken Sankt Peter“) ist ein Berg auf São Tomé und Príncipe. 

## Geographie
Der São Pedro ist ein Gipfel der zentralen Bergkette auf São Tomé und liegt östlich des Zentrums der Insel. An seinen Hängen liegen die Ortschaften Monte Cafe (am Osthang) und São José. Nach Westen schließt sich das Campo Grande an. Der Berg ist bewaldet. 
Nahegelegene Gipfel sind Muongo (NO), Chamiço (NW), Monte de Dentro (SW) und Catraio (SO).